# Mario Vekić
Mario Vekić (ur. 27 grudnia 1982 w Osijeku) – chorwacki wioślarz, reprezentant Chorwacji w wioślarskiej dwójce podwójnej podczas Letnich Igrzysk Olimpijskich w Pekinie i w jedynce podczas Letnich Igrzysk Olimpijskich w Londynie.
Aktualnie mieszka w Zagrzebiu.

## Osiągnięcia
- Mistrzostwa Świata Juniorów – Płowdiw 1999 – czwórka bez sternika – 13. miejsce[3].
- Mistrzostwa Świata Juniorów – Zagrzeb 2000 – dwójka podwójna – 2. miejsce[3].
- Mistrzostwa Świata – Sewilla 2002 – dwójka podwójna – 16. miejsce[3].
- Mistrzostwa Świata – Mediolan 2003 – ósemka – 9. miejsce[3].
- Mistrzostwa Świata – Gifu 2005 – dwójka podwójna – 8. miejsce[3].
- Mistrzostwa Świata – Eton 2006 – dwójka podwójna – 8. miejsce[3].
- Mistrzostwa Świata – Monachium 2007 – dwójka podwójna – 7. miejsce[3].
- Mistrzostwa Europy – Poznań 2007 – dwójka podwójna – 2. miejsce[3].
- Igrzyska Olimpijskie – Pekin 2008 – dwójka podwójna – 14. miejsce (nie wystartował w finale)[1].
- Mistrzostwa Europy – Ateny 2008 – czwórka podwójna – 6. miejsce[3].
- Mistrzostwa Świata – Poznań 2009 – jedynka – 15. miejsce[3].
- Mistrzostwa Świata – Poznań 2009 – czwórka bez sternika – 12. miejsce[3].
- Mistrzostwa Europy – Brześć 2009 – jedynka – 3. miejsce[3].
- Mistrzostwa Europy – Montemor-o-Velho 2010 – dwójka podwójna – 9. miejsce[3].
- Mistrzostwa Świata – Karapiro 2010 – jedynka – 16. miejsce[3].
- Mistrzostwa Europy – Płowdiw 2011 – jedynka – 3. miejsce[3].
- Mistrzostwa Świata – Bled 2011 – jedynka – 16. miejsce[3].
- Igrzyska Olimpijskie – Londyn 2012 – jedynka – 15. miejsce[2].
- Mistrzostwa Europy – Belgrad 2014  – czwórka bez sternika – 10. miejsce[3].